# Superextra
Superextra – drugi solowy album polskiej raperki o pseudonimie Wdowa. Ukazał się 19 czerwca 2010 nakładem wytwórni Alkopoligamia.com. Album w wersji podstawowej składa się z jednej płyty, zaś w wersji specjalnej jest dwupłytowy. Album był promowany teledyskiem do utworu „Cholera tak!!!”.
Album zadebiutował na 26. miejscu listy OLiS w Polsce. Pochodzący z albumu utwór pt. „Zapomniałam” znalazł się na liście „120 najważniejszych polskich utworów hip-hopowych” według serwisu T-Mobile Music.

## Lista utworów
Opracowano na podstawie materiału źródłowego.
| Superextra | Superextra                                                          | Superextra      |
| #          | Tytuł                                                               | Producent       |
| ---------- | ------------------------------------------------------------------- | --------------- |
| 1          | „Pogoda”                                                            | BeatMo          |
| 2          | „Superextra”                                                        | Szogun          |
| 3          | „Głodny”                                                            | Szogun          |
| 4          | „Cholera tak!!!”                                                    | Zjawin, Szogun  |
| 5          | „Planetarium”                                                       | Szogun          |
| 6          | „Bez flesza” (gościnnie: Stemplo)                                   | Ten Typ Mes     |
| 7          | „Pali się dach”                                                     | Szogun          |
| 8          | „Zapomniałam” (gościnnie: Czesław Śpiewa)                           | Szogun          |
| 9          | „Mam jeszcze czekać ile!!”                                          | Wdowa           |
| 10         | „Egotrip ’80” (gościnnie: Piotr Pacak)                              | Szogun          |
| 11         | „Łokciem”                                                           | Szogun          |
| 12         | „Mój dom/Opuszczam planetę” (gościnnie: Eldo)                       | Szogun          |
| 13         | „Jak chore jest to!!!”                                              | Szogun          |
| Mixtape-Wu |                                                                     |                 |
| 1          | „Definicja”                                                         | Donatan, Szogun |
| 2          | „I tak kocham tę grę” (gościnnie: Ten Typ Mes, W.E.N.A., DJ M-Easy) | Ten Typ Mes     |
| 3          | „Iiiii” (gościnnie: Ciech, Pyskaty)                                 | Fo              |
| 4          | „Mama będzie zła” (gościnnie: Gonix)                                | Szogun          |
| 5          | „Pal Jana” (gościnnie: Warszafski Deszcz, DJ Abdool)                | Szogun          |
| 6          | „Dostaniesz w pyś”                                                  | Fo              |
| 7          | „Nie mówię czasem” (gościnnie: 2cztery7)                            | Fo              |
| 8          | „Poczekaj kiedy będę tam Reeemix!” (gościnnie: Benzyna)             | Kali            |
| 9          | „Bardziej” (gościnnie: Emazet/Procent, Mały Esz Esz)                | Szogun          |
| 10         | „Tryb wojny” (gościnnie: Szybki Szmal)                              | Fo              |
| 11         | „Zbyt dobra 2”                                                      | Szogun          |